# کانگ دا هیون
کانگ دا هیون (انگلیسی: Kang Da-hyun؛ زادهٔ ۶ سپتامبر ۱۹۹۲) بازیگر و مدل اهل کشور کره جنوبی است. وی از سال ۲۰۱۷ میلادی تاکنون مشغول فعالیت بوده‌است. از فیلم هایی که وی در آنها بازی کرده است میتوان به مجموعه تلویزیونی آقای ملکه اشاره نمود.